# Fryderyk (V) Szwabski
Fryderyk (V) Szwabski (ur. 16 lipca 1164 w Pawii, zm. 28 listopada 1170) – książę Szwabii w latach 1167–1170.
Fryderyk (V) był najstarszym synem, a trzecim dzieckiem w ogóle cesarza Fryderyka I Barbarossy oraz dziedziczki Burgundii Beatrycze I. W wieku zaledwie trzech lat został księciem Szwabii po bezpotomnej śmierci kuzyna swego ojca, Fryderyka IV, którego zresztą regentem był Fryderyk Barbarossa. Fryderyk (V) pełnił władzę tylko formalną, był jednak dziedzicem ojca i do 1165 (narodziny brata, Henryka VI) jedynym synem władcy z tego małżeństwa (pierwsze zakończyło się rozwodem). Już w 1165 został zaręczony z Eleonorą (1162–1214), córką króla Anglii Henryk II Plantageneta oraz Eleonory Akwitańskiej. Zaręczyny miały na celu budowę sojuszu z Anglikami, jednak Fryderyk Barbarossa zerwał je w 1169 roku, chcąc wzmocnić przymierze z Francją. Eleonora kastylijska ostatecznie poślubiła króla Kastylii, Alfonsa VIII Szlachetnego. Fryderyk (V) zmarł 28 listopada 1170 roku w wieku zaledwie 6 lat. Następcą w roli księcia Szwabii został jego młodszy o 3 lata brat, Fryderyk V Szwabski, numerowany też często jako Fryderyk VI.